# Plan Laroque
Le plan Laroque a été créé en 1944 et est compris dans la charte du CNR. Il fonde un programme de sécurité sociale en unifiant et nationalisant tous les programmes de sécurité sociale de l'époque. Il marque un premier pas vers la formation d'un État Providence et de "la démocratie sociale" de Jean Jaurès.